# Яснополянский сельсовет (Дагестан)
Яснополянский сельсовет  — административно-территориальная единица и муниципальное образование со статусом сельского поселения в Кизлярском районе Дагестана Российской Федерации.
Административный центр — село Ясная Поляна.

## Населённые пункты
На территории сельсовета находятся населённые пункты:
1. село Ясная Поляна
2. село Кенафный Завод
3. село Хуцеевка

## Население
| 2002  | 2010  | 2012  | 2013  | 2014  | 2015  | 2016  |
| ----- | ----- | ----- | ----- | ----- | ----- | ----- |
| 1631  | ↗2677 | ↗2717 | ↗2737 | ↗2779 | ↗2820 | ↗2844 |
| 2017  | 2018  | 2019  | 2020  | 2021  | 2023  | 2024  |
| ↗2874 | ↗2908 | ↗2911 | ↗2914 | ↗2985 | ↗3010 | ↗3033 |